# Eupithecia groenblomi
Eupithecia groenblomi là một loài bướm đêm thuộc họ Geometridae. Nó được tìm thấy ở Na Uy, Phần Lan, và sát Nga.
Sải cánh dài 15–20 mm. Có một lứa một năm con trưởng thành bay từ cuối tháng 5 đến tháng 6.
Ấu trùng ăn Solidago virgaurea. Ấu trùng có thể tìm thấy từ giữa tháng 8 đến tháng 9. Nó qua đông trong giai đoạn nhộng trong lòng đất.